# Kyselov
Kyselov (polsky Kisielów, německy Kisielau) je vesnice v jižním Polsku ve Slezském vojvodství v okrese Těšín v gmině Holešov. Leží na území Těšínského Slezska v kopcovité krajině Slezského podhůří. Ke dni 31. 3. 2014 zde žilo 698 obyvatel, rozloha obce činí 3,37 km².
První zmínka o Kyselově pochází z roku 1434. Od té doby až do roku 1793 a prodeje Těšínské komoře Karlem Václavem Celestou se jednalo o šlechtickou vesnici, která vystřídala řadu majitelů, mj. od roku 1704 Celesty z Celestinu. V roce 1920 byla spolu s celým východním Těšínskem rozhodnutím Konference velvyslanců připojena k Polsku.
Místní zajímavosti jsou dva kostely a hřbitovy – katolický a evangelický – přímo vedle sebe. Hřbitovy byly založeny společným úsilím katolické a protestantské komunity v roce 1909. O pět let později vznikla evangelická kaple. O něco větší katolický kostel Nanebevzetí Panny Marie byl dokončen roku 1934, stojí však na místě dřevěného ze 17. století, který vyhořel v roce 1907.
Přes Kyselov vede okresní silnice spojující Skočov s Holešovem.